# Илова (притока Лоње)
Илова је лева притока реке Лоње у Славонији у Хрватској. Извире на југоисточним падинама Билогоре, а у Лоњу се улива 6 km северније од насеља Лоња. Илова је дуга 85,3 km, а површина слива износи 1.049 km². У пудручју доњег тока су налазишта нафте и земног гаса (мословички нафтни базен).